# Ovaliptila krueperi
Ovaliptila krueperi is een rechtvleugelig insect uit de familie krekels (Gryllidae). De wetenschappelijke naam van deze soort is voor het eerst geldig gepubliceerd in 1890 door Pantel.